# Comcast Center
Comcast Center je mrakodrap v centru amerického města Filadelfie. Má 58 pater a výšku 297 m, což z ní činí nejvyšší mrakodrap v tomto městě a 15. ve Spojených státech. Jeho původní název měl být Pennsylvania Plaza, ale těsně před zahájením stavby byl přejmenován na nynější název. Navrhl jej architekt Robert A. M. Stern pro firmu Liberty Property Trust.
První plány byly propracovány a oznámeny již v roce 2001, ale stavba se opozdila a byl pozměněn i její design. Konečná podoba byla představena v roce 2005. Stavba probíhala od roku 2005 až do roku 2008. Budova nese jméno podle svého hlavního nájemce, kterým je firma Comcast. Ta v něm zabírá circa 90 % prostor.

## Historie
V roce 2000 začal architekt Robert A. M. Stern pracovat na návrhu mrakodrapu na zakázku firmy Liberty Property Trust. V roce 2001 Liberty Property Trust oznámila svůj plán na vybudování 52patrového mrakodrapu s názvem Pennsylvania Plaza umístěného v centru Filadelfie. Plánovalo se, že cena bude 400 milionů dolarů a výška bude 230 m. V roce 2005 byla zveřejněna poslední podoba stavby. Stavba byla o 130 milionů dražší, ale to i proto, že je o skoro 70 metrů vyšší a přibylo i několik pater. Na místě, kde měl stát budoucí mrakodrap (17. ulice a John F. Kennedy Boulevard), stála budova, ve které sídlila firma Defender Asociace Philadelphia a nacházelo se tam i parkoviště. V roce 2002 začala demolice původních objektů a byla dokončena v roce 2003.
3. ledna 2004 uzavřela Liberty Property Trust nájemní smlouvu s Comcast a stavební smlouvy s L.F. Driscoll Co.
Zahájení stavby v konající se v noci dne 31. března 2005, provázela světelná show s hudbou a byl zde i 2 metry vysoký model budovy vyrobený z ledu. Budova byla slavnostně otevřena 6. června 2008.